# Hydrophorus fumipennis
Hydrophorus fumipennis är en tvåvingeart som beskrevs av Van Duzee 1921. Hydrophorus fumipennis ingår i släktet Hydrophorus och familjen styltflugor.
Artens utbredningsområde är Alaska. Inga underarter finns listade i Catalogue of Life.